# Anarthria
Anarthria, biljni rod iz Zapadne Australije, nekada uključivan u vlastitu porodicu Anarthriaceae, a danas porodici Restionaceae. Postoji šest priznatih vrsta

## Vrste
1. Anarthria gracilis R.Br.
2. Anarthria humilis Nees
3. Anarthria laevis R.Br.
4. Anarthria polyphylla Nees
5. Anarthria prolifera R.Br.
6. Anarthria scabra R.Br.